# Dolichurus taprobanae
Dolichurus taprobanae är en  stekelart som beskrevs av Frederick Smith 1869.
Dolichurus taprobanae ingår i släktet Dolichurus och familjen Ampulicidae. Inga underarter finns listade i Catalogue of Life.